# Boston Harbor (Washington)
Boston Harbor es un área no incorporada ubicada en el condado de Thurston en el estado estadounidense de Washington.

## Geografía
Boston Harbor se encuentra ubicado en las coordenadas 47°8′19″N 122°54′4″O / 47.13861, -122.90111.